# Henning Heiß
Henning Heiß (* 16. Juni 1958 in Helmstedt) ist ein deutscher Kommunalpolitiker (SPD) und ist seit 2021 Landrat des Landkreises Peine.

## Ausbildung und Beruf
Heiß wuchs in Helmstedt auf. Nach seinem Abitur in Duderstadt und dem Grundwehrdienst absolvierte er von 1979 bis 1985 ein Studium der Rechtswissenschaften. Nach einer Tätigkeit als wissenschaftlicher Mitarbeiter an der Universität Oldenburg absolvierte er ein Referendariat am Oberlandesgericht Oldenburg. Nach einjähriger Beschäftigung als Sachbearbeiter für Bau-, Umwelt- und Kommunalrecht im Rechtsamt der Stadt Braunschweig war Heiß von 1993 bis 1999 als stellvertretender Amtsleiter des Umweltamtes in Braunschweig tätig.

## Politische Laufbahn
2006 wurde Heiß erstmals zum Ersten Kreisrat des Landkreises Peine ernannt. Im Jahr 2014 folgte eine zweite Amtszeit. Bei der Landratswahl 2021 wurde Heiß im zweiten Wahlgang mit 65,0 % der Stimmen gegen Banafsheh Nourkhiz Mahjoub (CDU) zum neuen Landrat gewählt. Bei der Landratswahl 2026 kandidiert er nicht erneut für das Amt.